# Pseudobombax ellipticum
Pseudobombax ellipticum is een bladverliezende boomsoort die behoort tot de kaasjeskruidfamilie. De soort komt voor in het zuiden van Mexico en in El Salvador, Guatemala en Honduras. 
De botanische naam werd in 1943 gepubliceerd door Armando Dugand als combinatio nova voor Bombax ellipticum, beschreven door Karl Sigismund Kunth in 1821.
De boom kan tot 18 meter hoog worden. De stam vertakt dicht bij de grond. De bladeren bestaan uit vijf blaadjes. De bloemen zijn wit of roze.
Het hout wordt gebruikt als brandhout en om er voorwerpen uit te vervaardigen. De zaden kunnen geroosterd worden en gegeten. De bloemen worden in de traditionele geneeskunde gebruikt in een heilzame thee. De vezels van de vruchten zijn gebruikt als kussenvulling en als isolatiemateriaal in koelkasten.

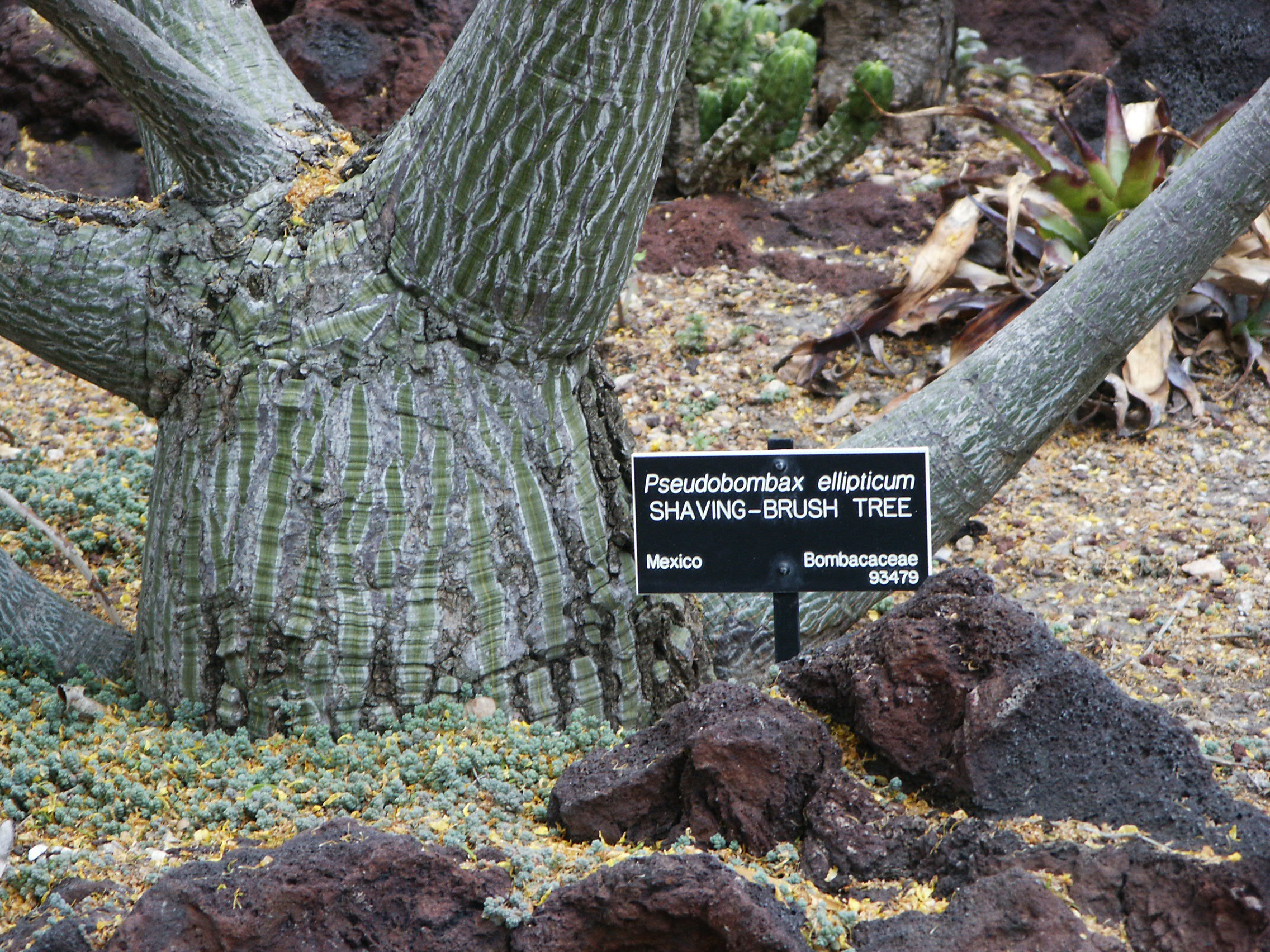
Stam
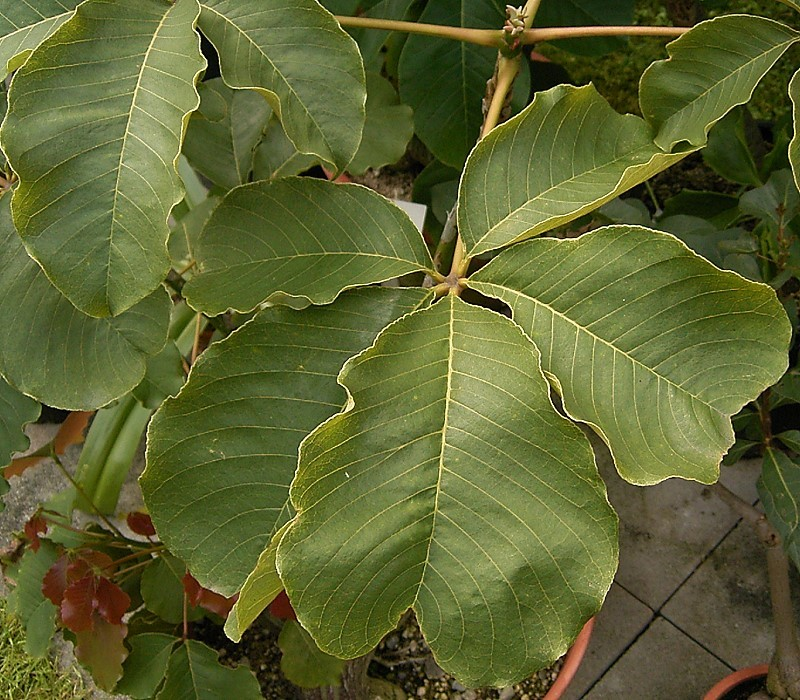
Bladeren